# سیلن برگ‌باریک
سیلن برگ‌باریک (نام علمی: Silene stenophylla) یکی از گونه‌های گیاهان گلدار از خانواده میخکیان است.
در سال ۲۰۱۲ نمونه‌ای یخ‌زده از این گیاه که حدود ۳۲ هزار سال در زیر یخ‌های دائمی سیبری مانده بود کشف و دوباره شکوفا شد.
قلیانک برگ‌باریک در تونداری شمالگان در منطقه سیبری خاوری و کوهستان‌های شمال ژاپن می‌روید. این گیاه معمولاً ۵ تا ۲۵ سانتی‌متر قد دارد، برگ‌های آن باریک و کاسبرگ آن بزرگ است. شکفتن آن در تابستان صورت می‌گیرد.